# Meseret Defar
Meseret Defar Tola (Addis Abeba, 19 november 1983) is een atlete uit Ethiopië, die is gespecialiseerd in de 3000 m en de 5000 m. Ze nam driemaal deel aan de Olympische Spelen en won hierbij een gouden en een zilveren medaille. Deze laatste ontving zij echter pas jaren later. Aanvankelijk had zij op de Spelen van 2008 namelijk brons gewonnen. In 2017 werd haar prestatie echter alsnog opgewaardeerd naar een tweede plaats en dus een zilveren medaille na de diskwalificatie van de Turkse Elvan Abeylegesse als gevolg van een bij een hertest geconstateerde dopingovertreding. Daarnaast heeft Defar met name op indoorgebied naam gemaakt door haar wereldindoorrecords op de 3000 en 5000 m en door het feit, dat zij vanaf 2004 viermaal achtereen wereldindoorkampioene werd op de 3000 m.

## Biografie

### Zilveren medaille bij internationale sportdebuut
Defar woont in Addis Abeba en heeft drie zusters en twee broers. Ze doet aan sport sinds de basisschool. Ze maakte in 1999 haar internationale sportdebuut met het winnen van een zilveren medaille op de 3000 m tijdens de wereldkampioenschappen voor B-junioren in het Poolse Bydgoszcz. Het jaar erop won ze een zilveren medaille op de 5000 m op de Afrikaanse kampioenschappen in Algiers met een tijd van 15.49,86 en won ze op deze afstand opnieuw zilver op de wereldkampioenschappen voor junioren in Chili in 16.23,69.
In 2002 boekte zij haar eerste grote succes. In het Jamaicaanse Kingston was zij van twintig deelneemsters de sterkste op de 3000 m tijdens de WK voor junioren. Hiermee was zij de eerste Ethiopische die op dit nummer een gouden medaille veroverde op een WJK. Vervolgens versloeg zij er op de 5000 m in 15.54,94 haar landgenote Tirunesh Dibaba (tweede in 15.55,99), de latere wereldkampioene op de 5000 en 10.000 m.

### Olympisch kampioene
In 2003 won Defar brons op de wereldindoorkampioenschappen de 3000 m in Birmingham in 8.42,58. Het jaar erna leverde zij de grootste prestatie uit haar carrière. Nadat zij aan het begin van het jaar in Boedapest voor de eerste maal wereldindoorkampioene was geworden op de 3000 m, veroverde zij die zomer op de Olympische Spelen van Athene goud op de 5000 m in een tijd van 14.45,65. Ze eindigde voor de Keniaanse Isabella Ochichi (zilver) en de Tirunesh Dibaba (brons). Hoewel zij zichzelf van tevoren kansen op de overwinning had toegedicht, had ze toch ook haar twijfels gehad, zelfs tijdens de race. "Ik moedigde de anderen tijdens de race wel aan om te blijven doorvechten, maar voor mezelf maakte ik mij zorgen, want ik kon net zo goed eerste als vierde worden. Toen ik 200 meter voor het einde de aanval kon inzetten, wist ik echter dat ik ging winnen."

### Indoortitel geprolongeerd
In 2005 won ze zilver op de wereldkampioenschappen in Helsinki, achter Tirunesh Dibaba, waar ze een jaar eerder in Athene nog van won.
In 2006 prolongeerde Meseret Defar haar wereldtitel op de WK indoor in Moskou op de 3000 m. Enkele maanden later, op 3 juni 2006, liep ze de 5000 m in New York in een wereldrecordtijd van 14.24,53. Op 25 augustus 2006 leek het erop, dat ze opnieuw het wereldrecord zou verbreken op de Memorial Van Damme 2006. Tirunesh Dibaba opende samen met Defar op de 5000 m. Gaandeweg zakte het tempo echter. Dibaba finishte in 14.30,63 en Defar in 14.33,68. In 2006 won ze ook de 5 km van Carlsbad, een prestatie die ze het jaar erop zou herhalen.

### Na wereldrecord ook wereldkampioene 5000 m
In 2007 verbrak Defar opnieuw het wereldrecord op de 5000 m. Eerder dat jaar had ze al het wereldrecord op de 3000 m indoor op haar naam geschreven. Later dat jaar won ze de WK van 2007 in Osaka. Ze hield zich lang schuil binnen het peloton, maar sprintte in de laatste ronde weg bij de rest van het veld, met daarin de Keniaanse loopsters als voornaamste concurrentes. Die finishten na Defar als de nummers twee, drie en vier. Vivian Cheruiyot en Priscah Jepleting Cherono werden tweede en derde. Voor haar prestaties in 2007 kreeg ze op 25 november 2007 de titel van IAAF Atlete van het Jaar.

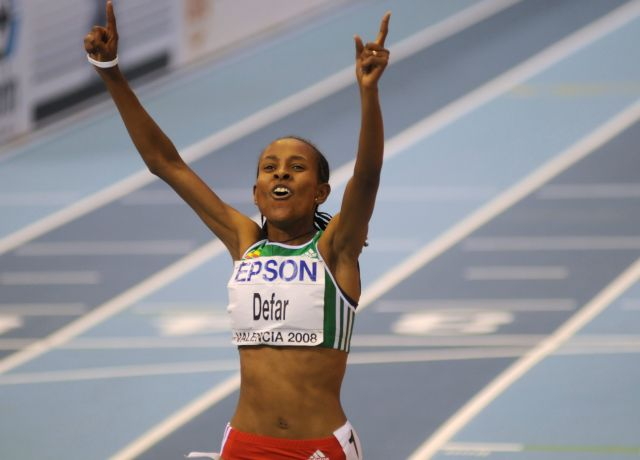
In 2008 wordt Meseret Defar in Valencia voor de derde maal wereldindoorkampioene.

### Winst in Valencia, maar verlies in Peking
Op de WK indoor van 2008 in Valencia won Defar voor de derde achtereenvolgende maal een 3000 m. Nadat ze gedurende het grootste deel van de race het initiatief aan anderen had overgelaten, sprintte zij weg met nog 400 meter te gaan. In een tijd van 8.38,79 finishte ze met bijna drie seconden voorsprong op haar landgenote Meselech Melkamu, die als tweede aankomende 8.41,50 liet klokken, met de Marokkaanse Mariem Alaoui Selsouli in 8.41,66 als derde.
Later dat jaar kon ze op de 5000 m tijdens de Olympische Spelen in Peking echter niet winnen van haar landgenote Tirunesh Dibaba, die goud won in 15.41,40. Ook moest ze haar ex-landgenote (tegenwoordig Turkse) Elvan Abeylegesse in 15.42,74 voor laten gaan. Brons restte er ten slotte voor Defar, die na 15.44,12 finishte. Jaren later kon zij haar bronzen medaille echter alsnog omruilen voor een zilveren, omdat na een hertest was vastgesteld, dat Abeylegesse een overtreding tegen het dopingreglement had begaan.
Enkele weken later bij de Wereldatletiekfinale in Stuttgart won ze wel de 3000 en de 5000 m. Haar beide olympische concurrentes waren er toen echter niet bij.

### Verrassend verslagen
In 2009 stelde ze twee van haar persoonlijke indoorrecords scherper. Eerst liep zij op 18 februari in Stockholm een wereldrecord op de 5000 m in 14.24,37, waarna ze zichzelf een week later in Praag ook op de 2 Engelse mijl verbeterde tot 9.06,26.
In juli was ze terug in Europa, waar zij buiten mededinging deelnam aan de Britse kampioenschappen en selectiewedstrijden in Birmingham. Ze liep er een 10.000 m in 29.59,20, de vijfde beste tijd die op dit nummer ooit werd gerealiseerd. Hiermee plaatste ze zich voor de een maand later te houden WK in Berlijn. Hier werd ze op de 10.000 m, terwijl ze in de laatste ronde aan de leiding ging, op 50 meter voor de finish ingehaald werd door vier atletes, met de Keniaanse winnares Linet Masai voorop. Defar finishte op een vijfde plaats in 30.52,37, ruim een seconde achter de winnares. Een week later gebeurde op de 5000 m min of meer hetzelfde: weer ging ze op het laatste rechte eind aan de leiding en werd ze ingehaald, ditmaal door Vivian Cheruiyot en Sylvia Kibet. Cheruiyot won in 14.57,97, Kibet werd tweede in 14.58,33 en Defar werd derde in 14.58,31.

### Voor de vierde maal indoorkampioene
In de Qatarese hoofdstad Doha won zij tijdens de WK indoor van 2010 de 3000 m in 8.51,17. Ze bleef Vivian Cheruiyot voor, die haar het jaar ervoor in Berlijn nog had verslagen. Door haar overwinning werd Meseret Defar voor de vierde achtereenvolgende maal wereldindoorkampioene op deze afstand, een record.

### Olympische kampioene
Op de Olympische Spelen van 2012 in Londen won ze de 5000 m. Met een tijd van 15.04,25 bleef ze de Keniaanse Vivian Cheruiyot (zilver; 15.04,74) en Ethiopische Tirunesh Dibaba (brons; 15.05,15) voor.
Defar kwam bij de wereldkampioenschappen van 2013 in Moskou uit op de 5000 m, waar ze door het ontbreken van haar grootste concurrente, landgenote Tirunesh Dibaba, de favoriete was voor de overwinning. Tegelijkertijd deed Defar niet mee aan de 10.000 m, terwijl zij de snelste tijd van het jaar had gelopen dat jaar, waardoor Dibaba favoriete was voor deze afstand. De Ethiopische bond had voor deze opstelling gekozen, om de kans op Ethiopisch goud op beide afstanden zo groot mogelijk te laten zijn. Defar won vóór Mercy Cherono en Almaz Ayana in 14.50,19.

## Titels
- Olympisch kampioene 5000 m - 2004, 2012
- Wereldkampioene 5000 m - 2007, 2013
- Wereldindoorkampioene 3000 m - 2004, 2006, 2008, 2010
- Afrikaans kampioene 5000 m - 2006
- Ethiopisch kampioene 3000 m - 2003, 2004
- Ethiopisch kampioene 5000 m - 2006
- Wereldjeugdkampioene 3000 m - 2002
- Wereldjeugdkampioene 5000 m - 2002
- Afrikaans jeugdkampioene 5000 m - 2000

## Persoonlijke records
Outdoor
| Onderdeel   | Prestatie           | Datum             | Plaats     |
| ----------- | ------------------- | ----------------- | ---------- |
| 1500 m      | 4.02,00             | 12 juni 2010      | New York   |
| 2000 m      | 5.45,62             | 8 juni 2008       | Eugene     |
| 3000 m      | 8.24,51 (nat. rec.) | 14 september 2007 | Brussel    |
| 2 Eng. mijl | 8.58,58 (WR)        | 14 september 2007 | Brussel    |
| 5000 m      | 14.12,88            | 22 juli 2008      | Stockholm  |
| 10.000 m    | 29.59,20            | 11 juli 2009      | Birmingham |

Weg
| Onderdeel      | Prestatie | Datum            | Plaats        |
| -------------- | --------- | ---------------- | ------------- |
| 10 km          | 32.08     | 25 februari 2007 | San Juan      |
| 15 km          | 50.04     | 6 december 2015  | 's Heerenberg |
| halve marathon | 1:07.25   | 24 februari 2013 | New Orleans   |
| marathon       | 2:27.25   | 21 oktober 2018  | Amsterdam     |

Indoor
| Onderdeel   | Prestatie           | Datum            | Plaats    |
| ----------- | ------------------- | ---------------- | --------- |
| 3000 m      | 8.23,72 (ex-WR)     | 3 februari 2007  | Stuttgart |
| 2 Eng. mijl | 9.06,26 (nat. rec.) | 26 februari 2009 | Praag     |
| 5000 m      | 14.24,37 (ex-WR)    | 18 februari 2009 | Stockholm |

## Wereldrecords
- 3 juni 2006, New York – 5000 m - 14.24,53
- 3 februari 2007, Stuttgart – 3000 m (ind.) - 8.23,72
- 15 juni 2007, Bislett – 5000 m - 14.16,63
- 14 september 2007, Brussel - 2 Eng. mijl - 8.58,58
- 18 februari 2009, Stockholm - 5000 m (ind.) - 14.24,37

## Palmares

### 3000 m
- 1999:  WK voor B-junioren - 9.02,08
- 2002:  WJK - 9.12,61
- 2003:  WK indoor - 8.42,58
- 2003: 4e Wereldatletiekfinale - 8.38,31
- 2004:  Ethiopische kamp. - 9.16,76
- 2004:  WK indoor - 9.11,22
- 2004:  Wereldatletiekfinale - 8.36,46
- 2005:  Wereldatletiekfinale - 8.47,26
- 2006:  WK indoor - 8.38,80
- 2006:  Wereldatletiekfinale - 8.34,22
- 2007:  Wereldatletiekfinale - 8.27,24
- 2008:  WK indoor - 8.38,79
- 2008:  Wereldatletiekfinale - 8.43,60
- 2009:  Wereldatletiekfinale - 8.30,15
- 2010:  WK indoor - 8.51,17 (8.48,23 in serie)
- 2010:  IAAF Continental Cup - 9.03,33
- 2012:  WK indoor - 8.38,26
- 2016:  WK indoor - 8.54,26

### 5000 m
- 2000:  Afrikaanse kamp. in Algiers - 15.49,86
- 2000:  WJK - 16.23,69
- 2002:  WJK - 15.54,94
- 2003:  Afrikaanse Spelen in Abuja - 16.42,0
- 2003:  Afro-Aziatische Spelen in Hyderabad - 15.47,69
- 2004:  OS - 14.45,65
- 2005:  WK - 14.39,54
- 2005:  Wereldatletiekfinale - 14.45,87
- 2006:  Ethiopische kamp. in Addis Ababa - 15.42,06
- 2006:  Afrikaanse kamp. in Bambous - 15.56,00
- 2006:  Wereldatletiekfinale - 16.04,78
- 2006:  Wereldbeker - 14.39,11
- 2007:  WK - 14.57,91
- 2008:  OS - 15.44,12 (na DQ Elvan Abeylegesse)
- 2008:  Wereldatletiekfinale - 14.53,82
- 2009:  WK - 14.58,41
- 2011:  WK - 14.56,94
- 2012:  OS - 15.04,25 (series: 14.58,48)
- 2013:  WK - 14.50,19

### 10.000 m
- 2009: 5e WK - 30.52,37

### 5 km
- 2003: 5e Carlsbad - 15.19
- 2004:  Carlsbad - 15.23
- 2006:  Carlsbad - 14.46
- 2007:  Carlsbad - 15.01
- 2007:  Hydro Active Women's Challenge in Londen - 15.08
- 2008:  adidas Women's Challenge in Londen - 15.01
- 2010:  Carlsbad - 15.04
- 2016ː  Carlsbad - 15.02

### 10 km
- 2007:  World's Best in San Juan - 32.08
- 2017:  Beach to Beacon - 31.13,9

### 15 km
- 2015:  Montferland Run - 50.04

### halve marathon
- 2010:  halve marathon van Philadelphia - 1:07.45
- 2013:  halve marathon van New Orleans - 1:07.25
- 2013:  Great North Run - 1:06.09
- 2017:  halve marathon van Philadelphia - 1:08.46
- 2018: 5e Great North Run - 1:08.26

### veldlopen
- 1999: 4e Warandeloop - 20.33
- 2002: 13e WK voor junioren - 21.06

### Golden League-podiumplekken
- 2003: 5000 m  Golden Gala – 14.40,34
- 2004: 5000 m  Golden Gala – 14.44,81
- 2005: 5000 m  Golden Gala – 14.32,90
- 2005: 5000 m  Memorial Van Damme – 14.28,98
- 2006: 5000 m  Meeting Gaz de France – 14.54,30
- 2006: 5000 m  Golden Gala – 14.53,51
- 2006: 5000 m  Memorial Van Damme – 14.33,78
- 2006: 5000 m  ISTAF – 15.02,51
- 2007: 5000 m  Bislett Games – 14.16,63
- 2007: 2 mijl  Memorial Van Damme – 8.58,58
- 2008: 5000 m  Memorial Van Damme – 14.25,52
- 2009: 5000 m  Bislett Games – 14.36,38

### Diamond League-podiumplekken
- 2010: 1500 m  Adidas Grand Prix – 4.02,00
- 2010: 5000 m  DN Galan – 14.42,46
- 2010: 3000 m  Athletissima – 8.36,09
- 2011: 5000 m  Bislett Games – 14.37,32
- 2011: 5000 m  Meeting Areva – 14.29,52
- 2012: 3000 m  Qatar Athletic Super Grand Prix – 8.46,49
- 2012: 5000 m  Golden Gala – 14.35,65
- 2012: 5000 m  Adidas Grand Prix – 14.57,02
- 2013: 5000 m  Shanghai Golden Grand Prix – 14.47,76
- 2013: 5000 m  Bislett Games – 14.26,90
- 2013: 3000 m  DN Galan – 8.30,29
- 2013: 5000 m  Weltklasse Zürich – 14.32,83
- 2013: 5000 m  Eindzege Diamond League

## Onderscheidingen
- IAAF-atlete van het jaar - 2007

1996: Wang Junxia ·
2000: Gabriela Szabó ·
2004: Meseret Defar ·
2008: Tirunesh Dibaba ·
2012: Meseret Defar ·
2016: Vivian Cheruiyot ·
2020: Sifan Hassan ·
2024: Beatrice Chebet
1995 Sonia O'Sullivan ·
1997 Gabriela Szabó ·
1999 Gabriela Szabó ·
2001 Olga Jegorova ·
2003 Tirunesh Dibaba ·
2005 Tirunesh Dibaba ·
2007 Meseret Defar ·
2009 Vivian Cheruiyot ·
2011 Vivian Cheruiyot ·
2013 Meseret Defar ·
2015 Almaz Ayana ·
2017 Hellen Obiri ·
2019 Hellen Obiri ·
2022 Gudaf Tsegay ·
2023 Faith Chepngetich Kipyegon